# Bonn

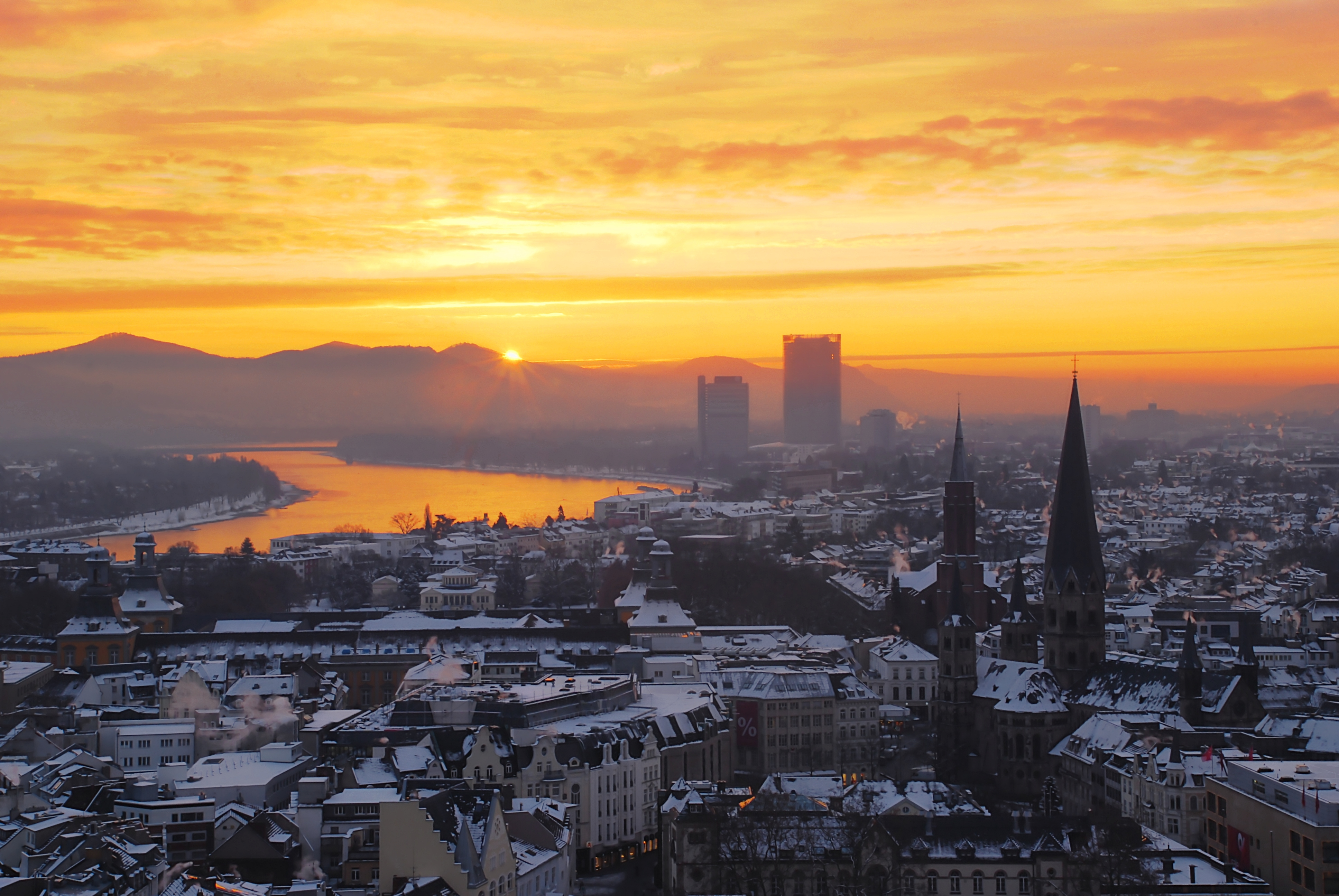
Panorama miasta o świcie

Bonn (Bundesstadt Bonn – miasto federalne Bonn) – miasto na prawach powiatu w zachodnich Niemczech, w kraju związkowym Nadrenia Północna-Westfalia, po obu stronach rzeki Ren. Bonn leży ok. 30 km na południe od Kolonii. W połowie drogi do Kolonii leży port lotniczy Köln/Bonn. Historia miasta liczy ponad 2000 lat i sięga do czasów germańskich i rzymskich osad. Od 1597 do 1794 Bonn było rezydencją książąt kolońskich, w 1770 roku przyszedł tu na świat Ludwig van Beethoven, a w 1856 pochowano tu Roberta Schumanna. W latach 1949–1991 miasto było stolicą RFN; po zjednoczeniu dwóch państw niemieckich stolicą ponownie stał się Berlin.

## Historia
Miasto powstało jako fort założony przez legionistów rzymskich, wówczas nazywane było Bonna.
W XIII w. stało się siedzibą arcybiskupów Kolonii, którzy równocześnie sprawowali doczesną władzę w archidiecezji.
W 1770 roku w Bonn urodził się Ludwig van Beethoven. W 1815 roku kontrolę nad miastem przejęły Prusy.
Po II wojnie światowej miasto było stolicą RFN. Berlin Zachodni był małą wyspą w komunistycznym morzu, łatwą do ewentualnego podboju przez wojska NRD. Bonn zaś dużym miastem w rozsądnej odległości od granicy wewnątrzniemieckiej. Zjednoczony Berlin odzyskał status stolicy w latach 90. XX wieku. Za sprawą tzw. ustawy Berlin/Bonn z 1994 roku i uzupełniających ją przepisów dotychczasowej stolicy przyznano wyłączny tytuł „miasta federalnego” (Bundesstadt) i zagwarantowano pozostawienie w niej kilku instytucji centralnych.
W Bonn swoją główną siedzibę ma dzisiaj sześć ważnych ministerstw: edukacji, zdrowia, obrony, środowiska, rolnictwa oraz współpracy gospodarczej. Pozostałe ministerstwa mają tu swoją drugą siedzibę. W Willi Hammerschmidt znajduje się druga siedziba Prezydenta Republiki, a w Pałacu Schaumburg – druga siedziba Kanclerza Niemiec. Znajduje się tu również wysokościowiec o potocznej nazwie „Der lange Eugen” – dawny hotel dla deputowanych (Abgeordnetenhochhaus). Bonn jest także siedzibą 16 agend podporządkowanych ONZ.
W Bonn znajdują się także siedziby dwóch spółek wchodzących w skład indeksu DAX: Deutsche Post i Deutsche Telekom oraz siedziba Deutsche Postbank.
W Bonn znajduje się Uniwersytet, który jest jedną z najlepszych uczelni w Niemczech. Funkcjonują tu również liczne instytucje kultury (Theater der Stadt Bonn w modernistycznym budynku nad brzegiem Renu, Kunstmuseum Bonn, Akademisches Kunstmuseum).

## Podział administracyjny
Miasto dzieli się na cztery dystrykty (Stadtbezirk), które podzielone są na 51 dzielnic (Ortsteil):
- Bad Godesberg: Alt-Godesberg, Friesdorf, Godesberg-Nord, Godesberg-Villenviertel, Heiderhof, Hochkreuz, Lannesdorf, Mehlem, Muffendorf, Pennenfeld, Plittersdorf, Rüngsdorf, Schweinheim
- Beuel: Beuel-Mitte, Beuel-Ost, Geislar, Hoholz, Holtorf, Holzlar, Küdinghoven, Limperich, Oberkassel, Pützchen/Bechlinghoven, Ramersdorf, Schwarzrheindorf/Vilich-Rheindorf, Vilich, Vilich-Müldorf
- Bonn: Auerberg, Bonn-Castell (do 2003: Bonn-Nord), Bonn-Zentrum, Buschdorf, Dottendorf, Dransdorf, Endenich, Graurheindorf, Gronau, Ippendorf, Kessenich, Lessenich/Meßdorf, Nordstadt, Poppelsdorf, Röttgen, Südstadt, Tannenbusch, Ückesdorf, Venusberg, Weststadt
- Hardtberg(inne języki): Brüser Berg, Duisdorf, Hardthöhe, Lengsdorf

## Transport
W mieście znajdują się następujące stacje kolejowe: Bonn Hauptbahnhof, Bonn-Bad Godesberg, Bonn-Duisdorf, Bonn-Oberkassel, Bonn-Beuel, Bonn-Mehlem.
Na terenie miasta funkcjonuje system kolei miejskiej – Stadtbahn Bonn.

## Sport
- SV Beuel 06 – klub piłkarski
- Telekom Baskets Bonn(inne języki) – klub koszykarski

## Współpraca
Miejscowości partnerskie:
- Uzbekistan: Buchara
- Węgry: Budafok – dzielnica Budapesztu
- Ghana: Cape Coast
- Włochy: Frascati (kontakty utrzymuje dzielnica Bad Godesberg)
- Belgia: Kortrijk (kontakty utrzymuje dzielnica Bad Godesberg)
- Boliwia: La Paz
- Białoruś: Mińsk[2]
- Francja: Mirecourt (kontakty utrzymuje dzielnica Beuel)
- Wielka Brytania: Oksford
- Polska: Opole
- Brandenburgia: Poczdam
- Francja: Saint-Cloud (kontakty utrzymuje dzielnica Bad Godesberg)
- Steglitz-Zehlendorf – dzielnica Berlina (kontakty utrzymuje dzielnica Bad Godesberg)
- Izrael: Tel Awiw-Jafa
- Francja: Villemomble (kontakty utrzymuje dzielnica Hardtberg(inne języki))
- Wielka Brytania: Windsor and Maidenhead (kontakty utrzymuje dzielnica Bad Godesberg)
- Turcja: Yalova (kontakty utrzymuje dzielnica Bad Godesberg)